# پریش سنت جیمز (لوئیزیانا)
سنت. جیمز پریش (به انگلیسی: St. James Parish) یک قصبه در ایالات متحده آمریکا است که در لوئیزیانا واقع شده‌است.

## خصوصیات
سنت. جیمز پریش ۶۶۸٫۲۲ کیلومترمربع مساحت دارد.